# Сонні Кіттель
Сонні Кіттель (нім. Sonny Kittel, нар. 6 січня 1993, Гіссен, Німеччина) — німецький футболіст, атакувальний півзахисник клубу «Гамбург».

## Ігрова кар'єра

### Клубна
Першим клубом в кар'єрі Кіттеля є «Айнтрахт» з Франкфурта, з яким він став переможцем чемпіонату країни для футболістів до 17 - ти років у 2010 році. Після цього тренер команди почав залучати футболіста до матчів основного складу. У сезоні 2010/11 Кіттель дебютував у першій команді. В серпні він зіграв свої перші матчі у Кубку Німеччини та чемпіонаті країни. Але вже у квітні 2011 року Кіттель отримав важку травму коліна через яку змушений був пропустити півроку.
Наступний сезон Кіттель почав у складі «Айнтрахта» вже у Другій Бундеслізі і своєю грою зробив внесок для повернення команди в елітний дивізіон.
Влітку 2016 року Кіттель як вільний агент підписав дворічний контракт з клубом Другої Бундесліги «Інгольштадт 04», де провів три сезони. А перед початком сезону 2019/20 футболіст перейшов до складу «Гамбурга», з яким уклав угоду до червня 2023 року.

### Збірна
Батьки Сонні Кіттеля народилися в Польщі але сам футболіст обрав збірну Німеччини, де з 2009 року виступав за юнацькі збірні цієї країни різних вікових категорій.